# Jardins suspendus (Le Havre)
Pour les articles homonymes, voir Jardin suspendu (homonymie).
Les jardins suspendus du Havre, en abrégé les Jardins suspendus, occupent un site de 17 hectares dans le quartier de Sanvic au Havre. Ce jardin botanique se situe sur les hauteurs du Havre à l'intérieur de l'ancien fort de Sainte-Adresse. Ils dominent la ville basse, l'estuaire et la Manche. Au total, les Jardins suspendus possédaient en 2010 quelque 3 700 espèces végétales. L’esprit du jardin est de rendre hommage aux botanistes (comme les botanistes normands Lesueur, La Billardière, d'Incarville) qui ont parcouru ou parcourent toujours le monde, et dont de nombreux embarquèrent au Havre.

## Historique
Le fort de Sainte-Adresse fut construit en 1854-1858, durant le Second Empire, selon le modèle de l'architecture militaire héritée de Vauban. Il sert d'abord de cantonnement aux bataillons d'artilleurs à pied ; au XXe siècle, le camp cigarette Home Run y est installé, puis le site est occupé par la gendarmerie et la garde républicaine. En 1963, le 74e régiment d'infanterie le reprend. La base militaire est désaffectée en 1979.

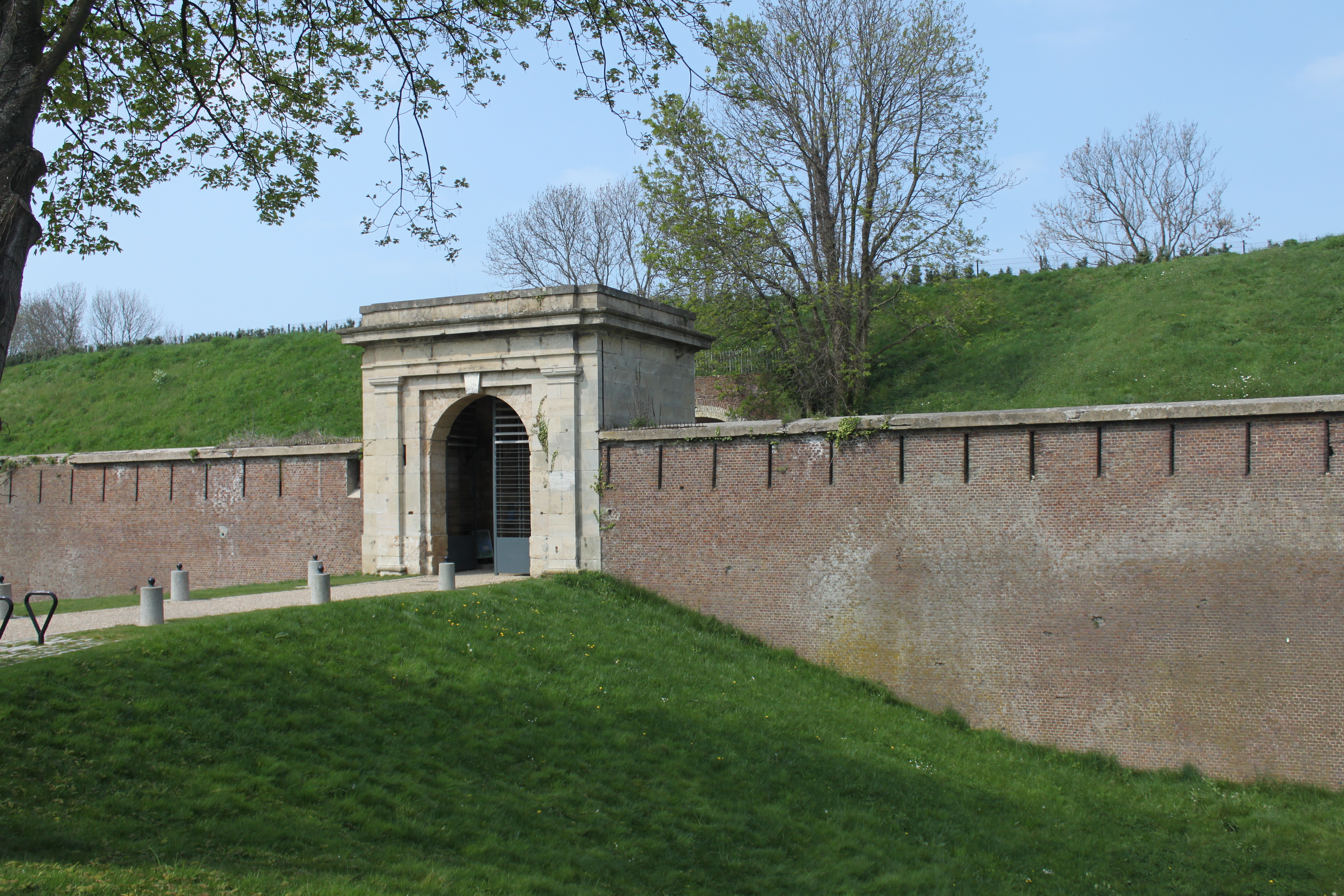
L'entrée du fort de Sainte-Adresse

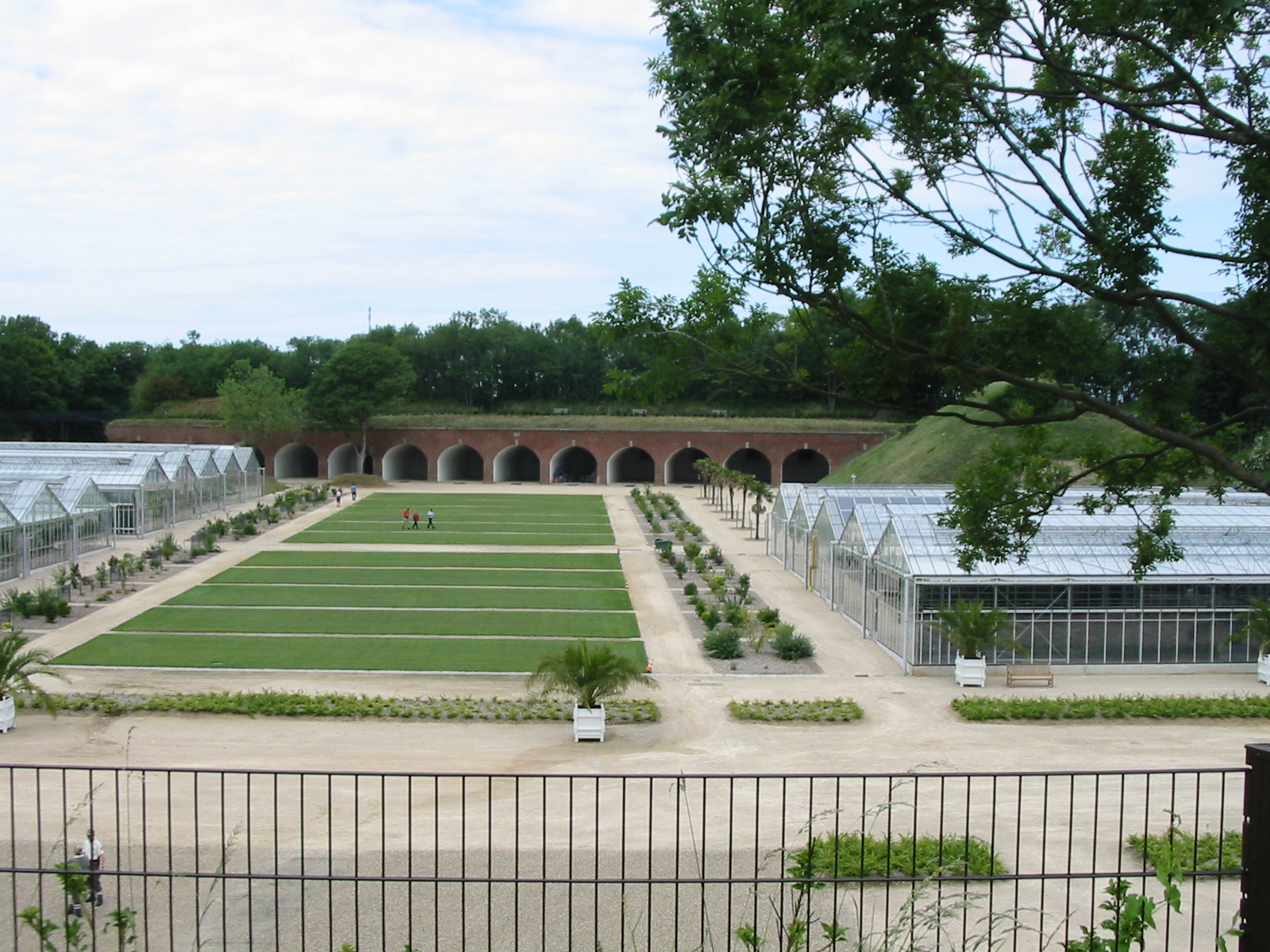
Les casemates et les serres

En 2000, la municipalité du Havre décide d'acheter le fort désaffecté laissé à l'abandon. Après études et concertations, c'est en 2005 qu'elle décide de le reconvertir en jardin botanique et lieu de promenade. Après trois ans de travaux, les Jardins suspendus sont inaugurés le 20 septembre 2008.

## Description[2]
Les Jardins suspendus proposent un voyage botanique à travers différents jardins et serres qui rassemblent les plantes par origine géographique. Ceux-ci sont installés sur les bastions des remparts ou à l'intérieur du fort.
Depuis 2014, les Jardins suspendus sont labellisés « Jardin remarquable », ce qui récompense la qualité de leur entretien et l’accueil du public. 

### Les serres de collection

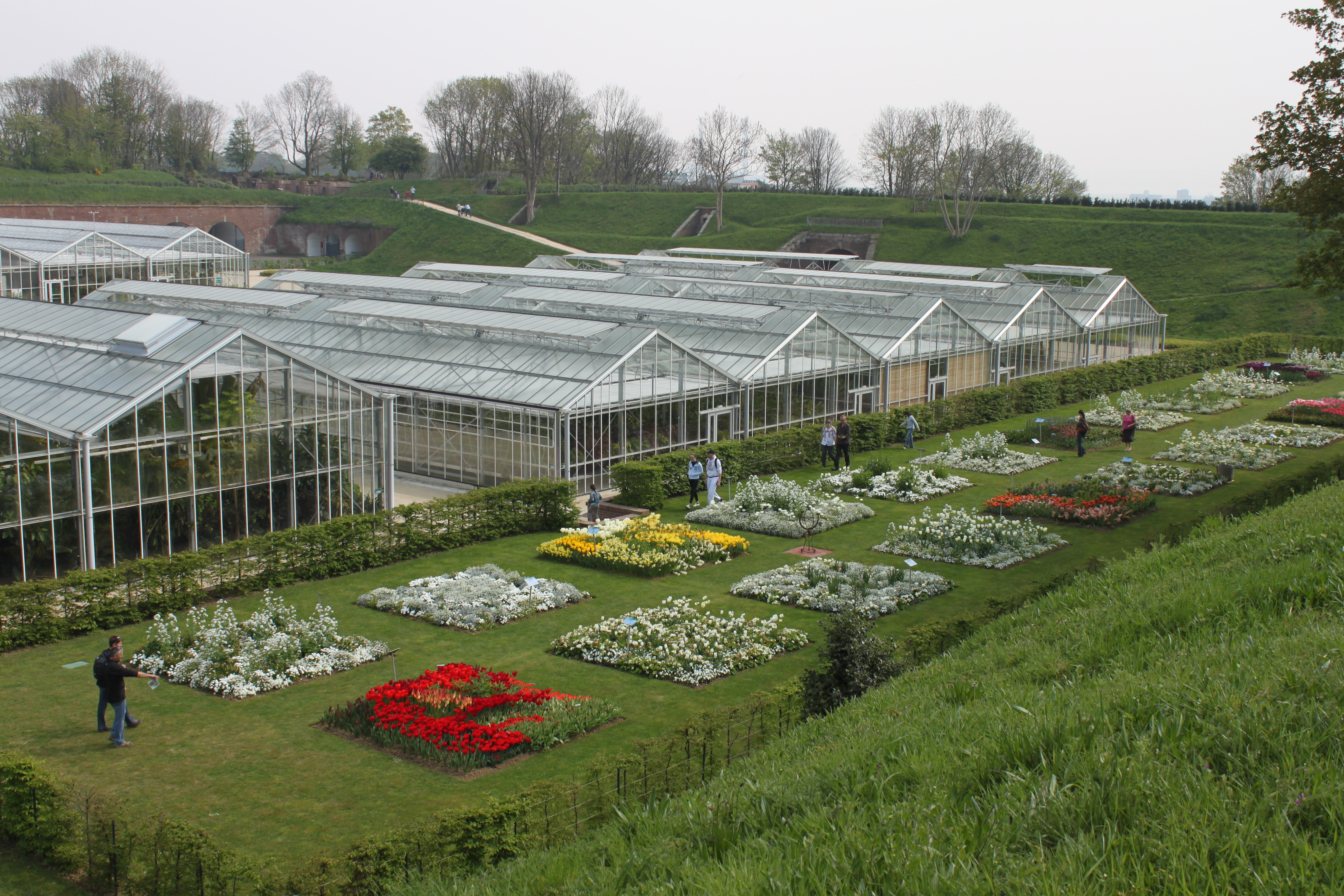
Les Serres

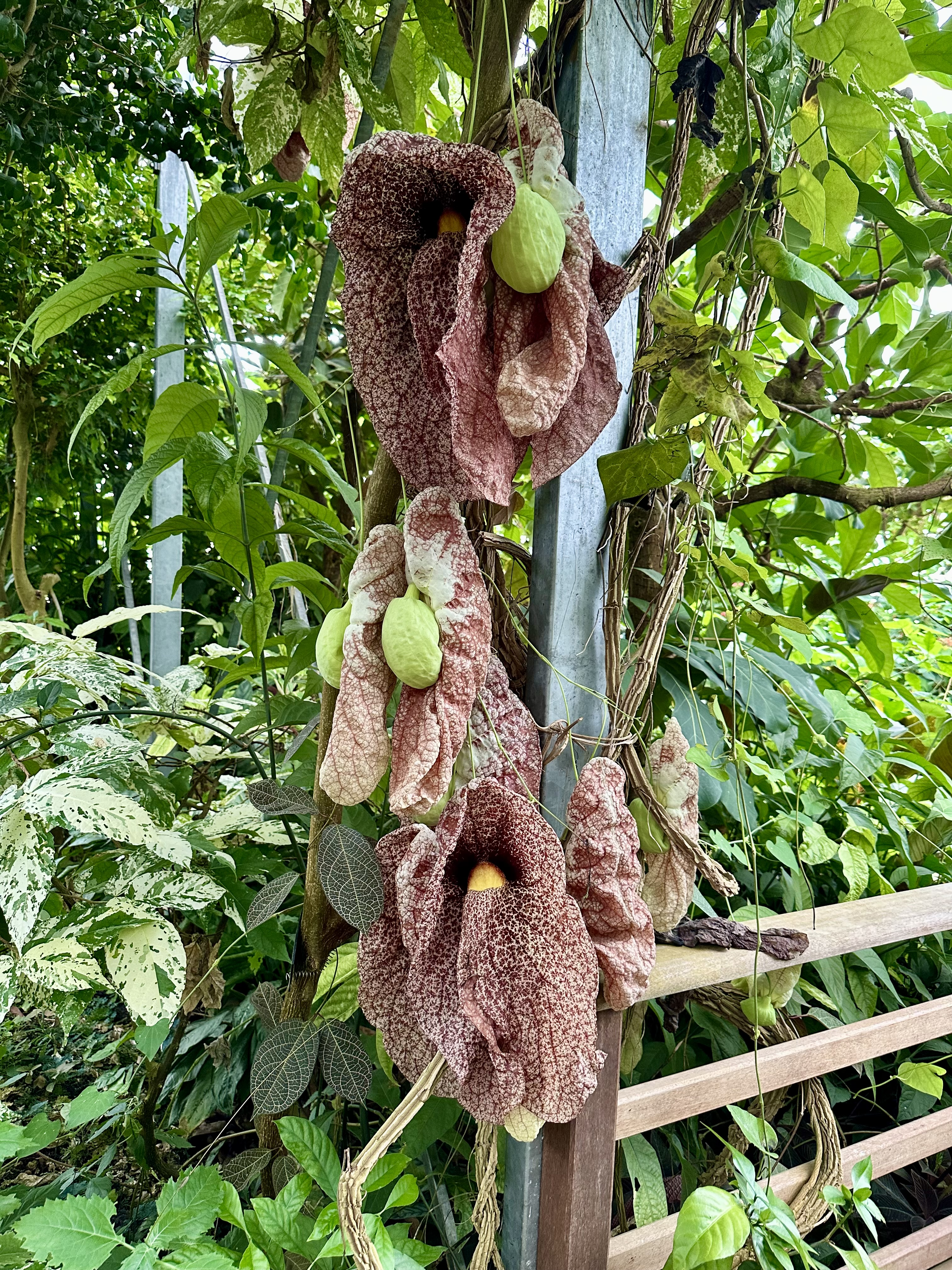
Aristolochia gigantea

- Serres du nord-ouest : cette serre abrite diverses variétés de plantes. (laurier rose, palmiers et divers arbustes venus des tropiques) qui, l’été, ornent les rues et les jardins de la ville. Une serre de 600 m2 accueille différentes espèces de cactées et de succulentes
- Serres du sud-ouest : Ces serres recèlent différentes plantes tropicales dont des collections d’orchidées et de bégonias. L'une d'elles présente différentes plantes du quotidien telles que des théiers des caféiers ou des poivriers.

Entrée payante pour les serres des collections (2 € depuis 2015, gratuit pour les moins de 12 ans).

### Jardin d'Amérique du Nord

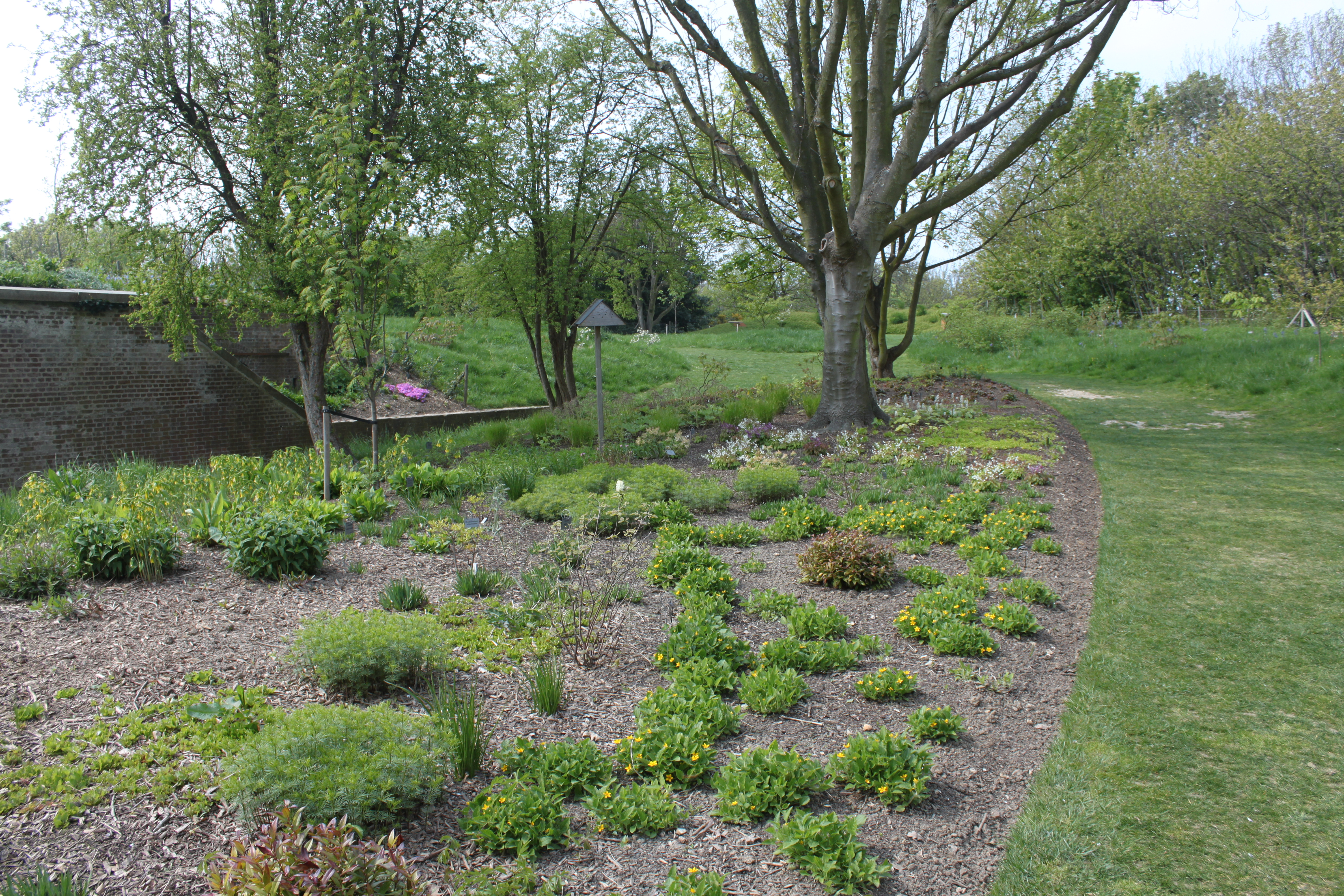
Le jardin d'Amérique du Nord

Ce jardin situé sur un bastion au nord-ouest du fort présente différentes plantes d’Amérique du Nord : sumacs, cornouillers, etc.

### Jardin des explorateurs contemporains

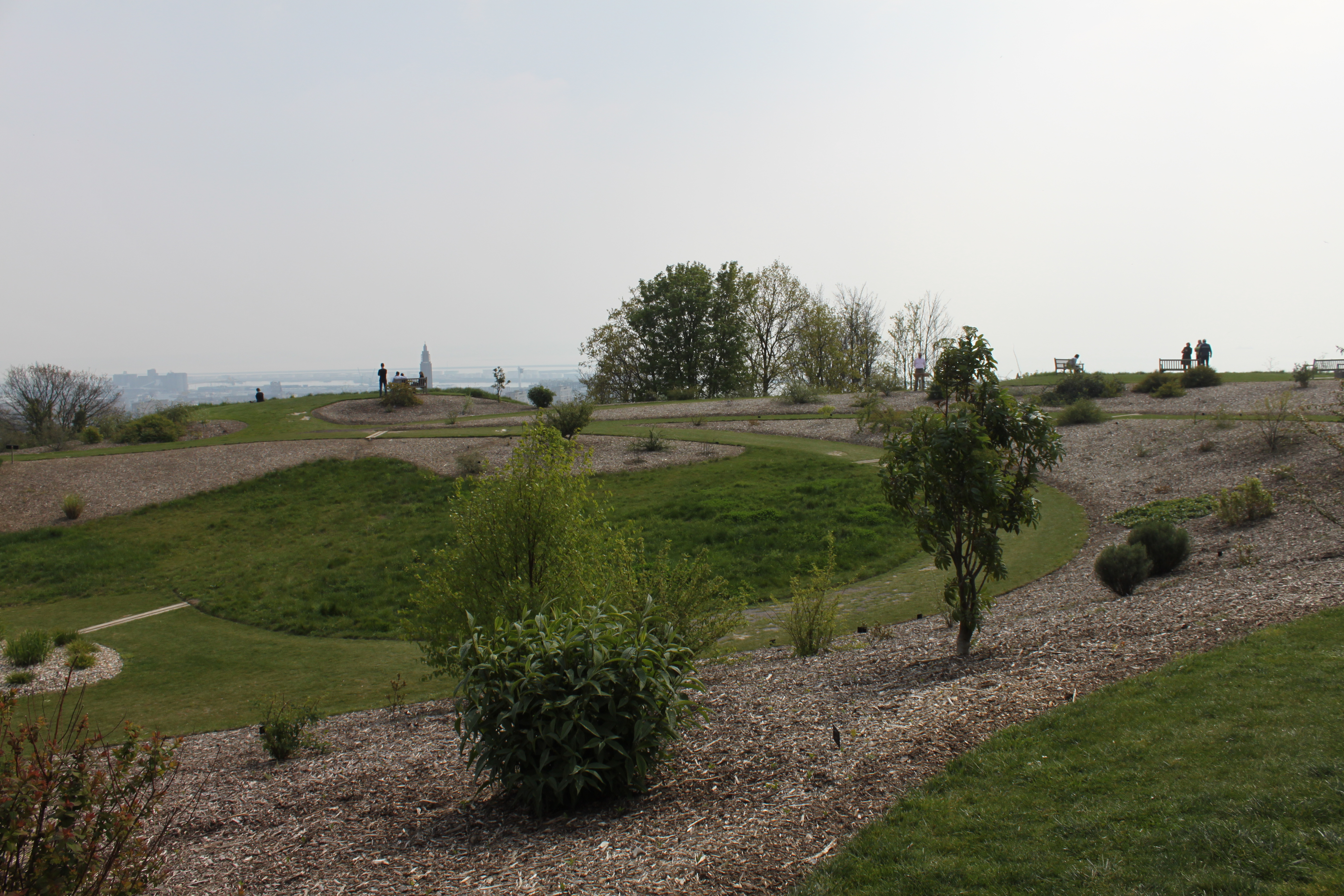
Le jardin des explorateurs contemporains

Ce jardin propose des plantes nouvellement acclimatées en Europe. Ces plantes sont ramenées du monde entier par des botanistes qui continuent d’explorer le monde, ce jardin leur rend hommage : acacias, érables, jasmin, cotonéaster, bouleau, buddleia, etc. Ce jardin offre une vue sur l’estuaire de la Seine.

### Jardin d'Asie de l'Est

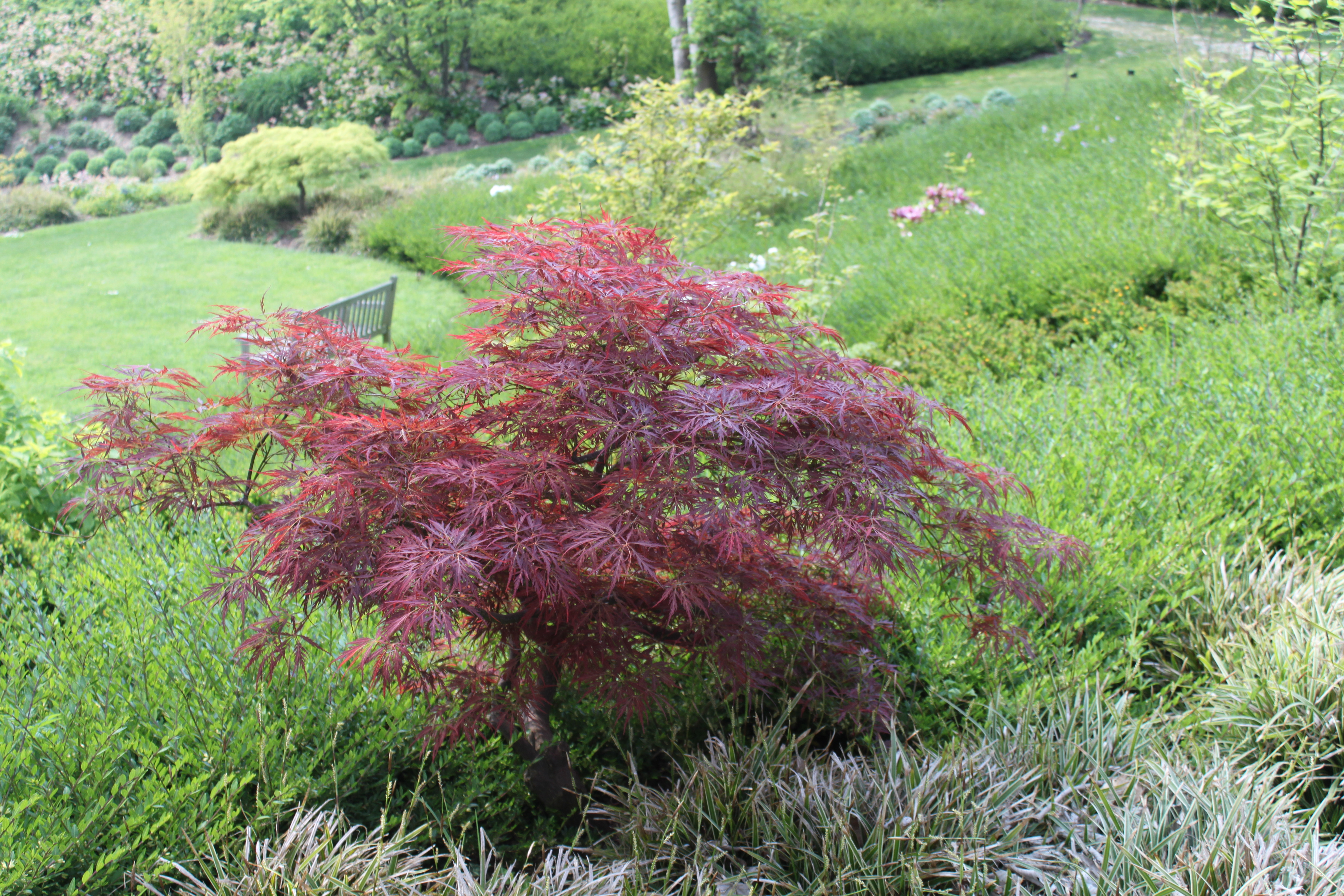
Un érable du Japon

Ce jardin rappelle l’origine asiatique de nombreux végétaux présents dans les jardins : rhododendrons, érables du Japon, bambous, glycine, hydrangea, etc.

### Jardin Austral
Situé sur le bastion sud-est des remparts, ce jardin s’inspire des paysages d’Australie. Les plantes présentées sont typiques de l’hémisphère sud (Australie, Nouvelle-Zélande, Chili) : eucalyptus, hebe, cordyline, callistemon, grevillea. On peut aussi y remarquer un pin de Wollemi, espèce découverte dans les années 1990 en Australie.

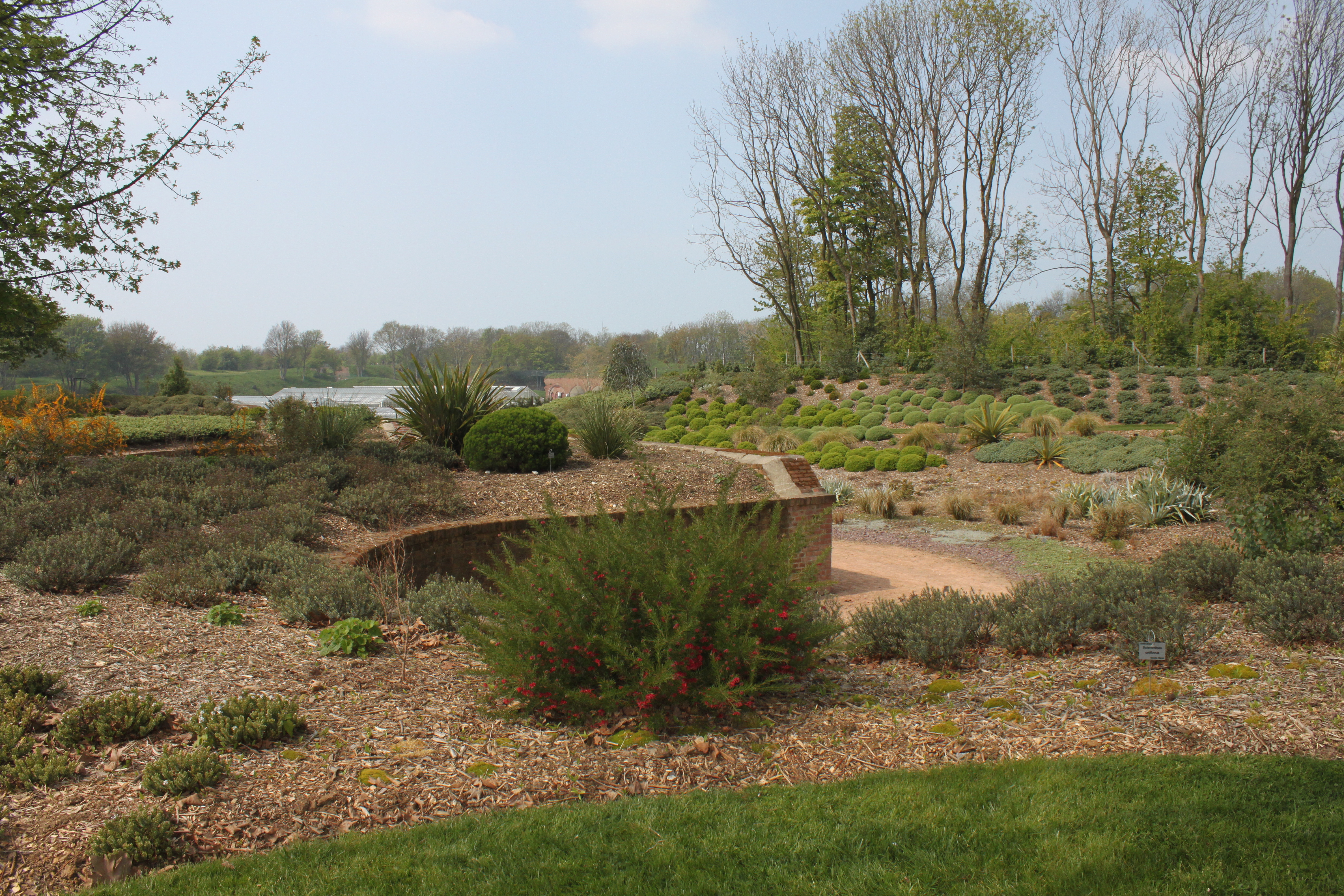
le jardin austral

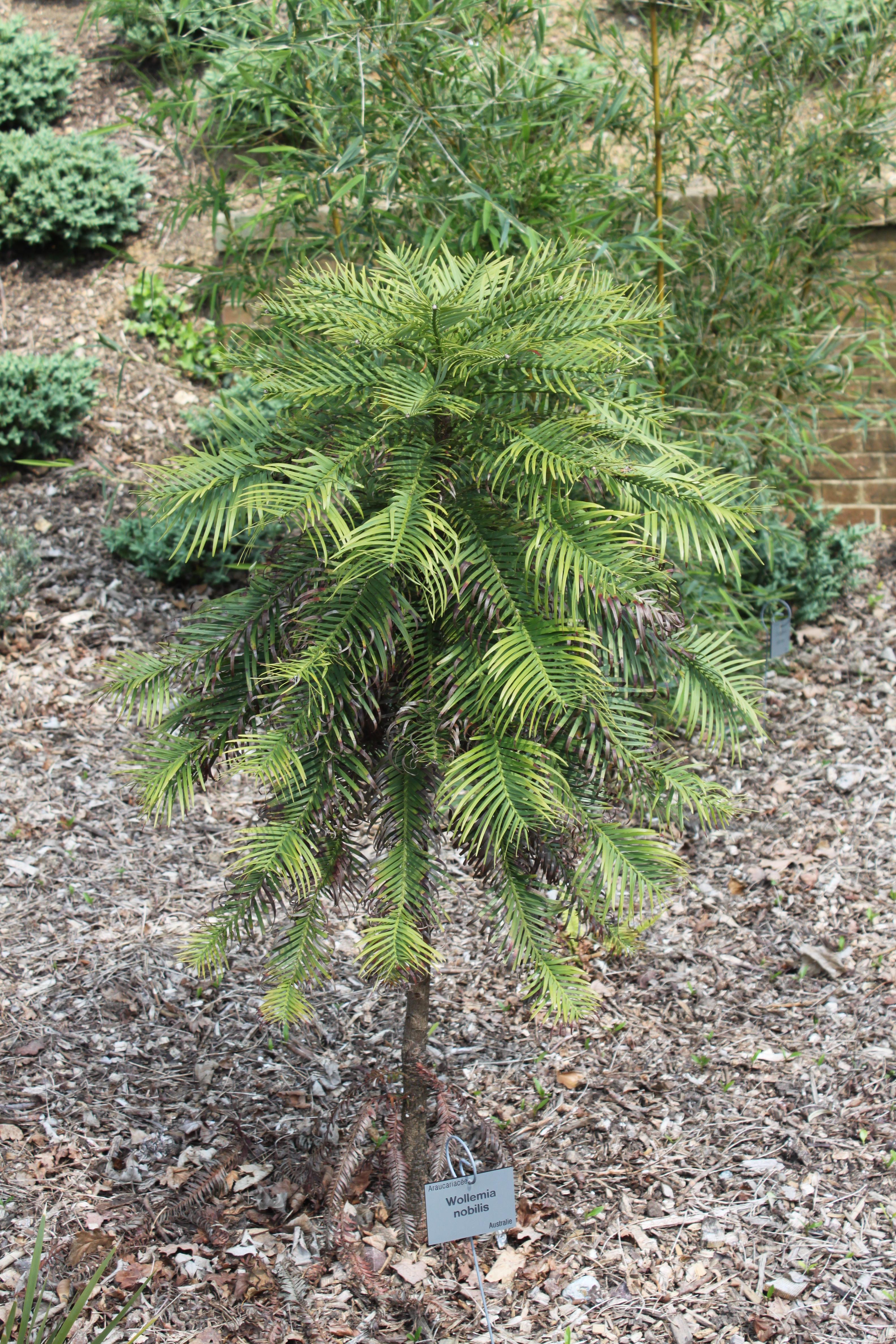
Wollemia nobilis

### Les jardins de la promenade basse
Le  jardin des senteurs offre une grande variété de plantes odorantes.

### Jardin Cayeux

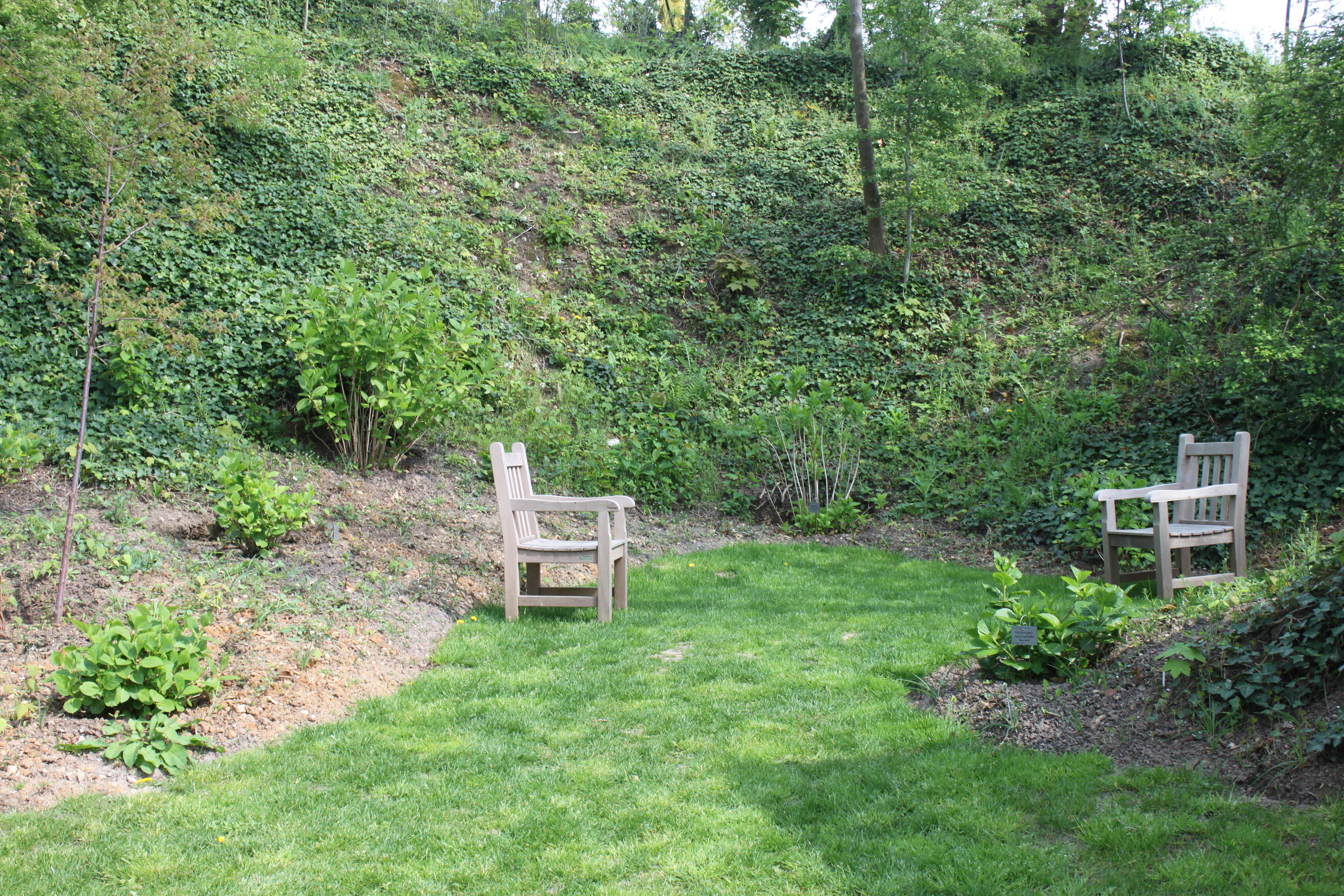
Le jardin Cayeux

Ce jardin situé sur les remparts sud du fort rend hommage aux horticulteurs  Henri et Louis Cayeux. Ces deux Havrais, qui furent aussi directeurs des  jardins du Havre au début du XXe siècle, travaillèrent à la création de cultivars et d’hybrides, notamment de roses ou d’hortensias.

## Événements
Les Jardins suspendus proposent une programmation d'animations incluant des ateliers de jardinage, des visités guidées, des expositions... De plus, depuis l'année 2010, le lieu accueille au mois de juillet le festival de musiques du monde moZ'aïque . Ainsi que la garden party du 14 juillet. 

## Renseignements pratiques
Le fort est accessible par la route, par les rues du Fort et Albert Copieux. Il est entouré de plusieurs parkings ainsi que de parcs à vélos et compte trois entrées. L'accès en bus se fait par les lignes n°3 et 5. 
Les jardins sont ouverts au public toute l'année, même si les horaires varient selon la saison :
- JARDINS :
- d'avril à octobre : de 9h à 20h / de novembre à mars : de 9h à 17h
- SERRES DE COLLECTION : --> de février à mars : uniquement les samedis, dimanches et jours fériés de 10h30 à 12h30 (dernière entrée à 12h) et de 13h45 à 17h (dernière entrée à 16h30) --> d'avril à fin septembre : tous les jours de 10h30 à 12h30 (dernière entrée à 12h) et de 13h45 à 18h (dernière entrée à 17h30) --> d'octobre à fin novembre : uniquement les samedis, dimanches et jours fériés de 10h30 à 12h30 (dernière entrée à 12h) et de 13h45 à 17h (dernière entrée à 16h30) --> décembre-janvier : fermeture hivernale